# Asesor técnico
Un asesor técnico o consejero técnico es alguien que durante una producción cinematográfica asesora al director sobre la descripción convincente de un tema. La experiencia del asesor agrega realismo tanto a la actuación como al escenario de una película.
Nipo T. Strongheart fue un destacado asesor técnico en varias películas relacionadas con los nativos estadounidenses.